# Alejandro Alonso
Alejandro César Alonso (* 3. März 1982 in Buenos Aires) ist ein argentinischer ehemaliger Fußballspieler.

## Karriere
Alonsos Profikarriere begann 2001 in seinem Heimatland bei CA Huracan. Zuvor durchlief er bereits die Jugendmannschaften des Vereins. Dort spielte er vier Spielzeiten, ehe er im Sommer 2005 den Schritt ins Ausland wagte und sich dem französischen Erstligisten Girondins Bordeaux anschloss. Der kleine dribbelstarke Spieler kann sowohl rechts als auch auf der linken Außenbahn eingesetzt werde.
In seinem ersten Jahr erreichte Bordeaux den Vizemeistertitel und in der Folgesaison gewann er mit den Blauen den Ligapokal. 2007/08 belegte er mit der Mannschaft zum zweiten Mal den zweiten Platz. In Europapokalwettbewerben erzielte er für Bordeaux ein Tor in acht Spielen. Nach drei Jahren in der Hafenstadt wechselte Alonso im Sommer 2008 zur AS Monaco, mit der er 2010 das Pokalfinale gegen Paris Saint-Germain erreichte, das jedoch mit 0:1 nach Verlängerung verloren ging.

## Erfolge
- Französischer Vize-Meister mit Girondins Bordeaux: 2006, 2008
- Französischer Ligapokalsieger mit Girondins Bordeaux: 2007
- Französischer Pokalfinalist mit AS Monaco: 2010